# جفری کار
جفری کار (انگلیسی: Geoffrey Carr; ۲۲ ژانویهٔ ۱۸۸۶ – ۱۳ ژوئیهٔ ۱۹۶۹) از برندگان مدال‌های المپیک تابستانی اهل بریتانیا بود.